# Go, Dog. Go! (сериал)
„Go, Dog. Go!“ е канадско-американска компютърно анимирана стрийминг телевизионна поредица, базирана на едноименната детска книга от 1961 г. от П. Д. Ийстман, разработена за Нетфликс от Адам Пелцман. Създаден съвместно от Дриймуъркс Анимейшън Телевисион и ВилдБраин Студиос, премиерата на сериала е на 26 януари 2021 г.